# Aliaxandr Anishchanka
Aliaxandr Anishchanka –en bielorruso, Аляксандр Анішчанка; en ruso, Александр Анищенко, Alexandr Anishchenko– (12 de mayo de 1979) es un deportista bielorruso que compitió en halterofilia.
Ganó una medalla de plata en el Campeonato Mundial de Halterofilia de 2001, en la categoría de 85 kg. Participó en los Juegos Olímpicos de Atenas 2004, ocupando el sexto lugar en la misma categoría.

## Palmarés internacional
| Campeonato Mundial | Campeonato Mundial | Campeonato Mundial | Campeonato Mundial |
| Año                | Lugar              | Medalla            | Categoría          |
| ------------------ | ------------------ | ------------------ | ------------------ |
| 2001               | Antalya (Turquía)  | Medalla de plata   | 85 kg              |